# Festival Chants de Vielles
Le Festival Chants de Vielles est un festival de musique traditionnelle du Québec et du monde se déroulant à Saint-Antoine-sur-Richelieu, en Montérégie, au Québec,.

## Description
Le festival se déroule à chaque année durant la période estivale. La première édition du festival a eu lieu en septembre 2004 à Calixa-Lavallée. La dix-huitième édition du festival a eu lieu à Saint-Antoine-sur-Richelieu, en 2022.

### Activités
Plusieurs spectacles sont offerts durant l'événement. Des concerts intimistes ont lieu à l'intérieur de l'église Saint-Antoine-de-Padoue de Saint-Antoine-sur-Richelieu.
La scène Jean-Paul-Guimond présente les spectacles de plus grande envergure. En 2019, la scène a accueilli le spectacle du 45e anniversaire de la formation Le Rêve du Diable. La scène Yves-Steinmetz donne lieu à des ateliers musicaux, des rencontres entre musicien.ne.s, des concerts, des veillées de danse et des bals folks. La Maison de la culture Eulalie-Durocher accueille des ateliers musicaux, des spectacles et des expositions. Le Bar Chez Antoine, situé à proximité du site, donne lieu à des sessions de musique et de chant.
Le festival organise à chaque année une grand banquet campagnard en plein air, où les festivalier.ère.s peuvent déguster du méchoui.
Un défilé dans les rues de Saint-Antoine-sur-Richelieu a lieu chaque année mettant en vedette des danseur.euse.s et des musicien.ne.s.

#### COVID-19
Durant la pandémie de COVID-19, des changements ont été apportés au festival. En 2020, des concerts musicaux sont organisés le long de la rivière Richelieu. Les musiciens offrent des spectacles sur un ponton tandis que les festivaliers peuvent regarder les spectacles à partir de la rive. Les artistes se produisent dans plusieurs municipalités comme Saint-Denis-sur-Richelieu, Saint-Charles-sur-Richelieu, Saint-Antoine-sur-Richelieu et Beloeil. Cette formule est répétée en 2021 et en 2022, devenant potentiellement une tradition durable pour l'événement.

#### Artistes notoires
Plusieurs artistes notoires se sont produits au Festival Chants de Vielles, dont le guitariste John Doyle, les groupes Le Rêve du Diable, Galant tu perds ton temps, Les Chauffeurs à pieds, le Cirque Alfonse, Le Vent du Nord, et d'autres artistes comme Michel Faubert, Lisa Ornstein, Yves Lambert, Nicole O'Bomsawin, André Marchand, etc.

## Histoire
La première édition du festival a lieu en septembre 2004 sur le site de l'exposition agricole de Calixa-Lavallée. Elle rassemble plusieurs artistes, notamment certains membres actuels et passés de la formation Le Vent du Nord comme Nicolas Boulerice, Olivier Demers, Simon Beaudry et Benoît Bourque.
En 2019, le festival fête son 15e anniversaire. Pour l'occasion, un album musical est publié (CD Double - Album souvenir pour le 15e du Festival Chants de Vielles) regroupant des captations audio in situ des artistes passés au festival.
En 2022, le festival fait partie de la campagne « Les 25 festivals trad » lancée par le Conseil québécois du patrimoine vivant, visant à mettre en valeur les festivals promouvant le patrimoine culturel immatériel, comme la danse, la musique, le conte et les produits artisanaux.

## Prix et distinctions
En 2014, le festival remporte le prix du public aux Prix Éclats, remis par la Société des attractions touristiques du Québec (SATQ) et Festivals et Événements Québec (FEQ), pour leur affiche promotionnelle réalisée avec un budget de fonctionnement de moins de 500 000 $.
En 2019, le festival reçoit le Prix Patrimoine Culture Montérégie, visant à reconnaître les projets et initiatives mettant en valeur le patrimoine bâti et vivant de la Montérégie.